# Elzunia pavonii
Espèce
Elzunia pavonii est un insecte lépidoptère  de la famille des Nymphalidae, de la sous-famille des Danainae et du genre Elzunia.

## Dénomination
Elzunia pavonii a été décrit par Arthur Gardiner Butler en 1873.

### Noms vernaculaires
Elzunia pavonii se nomme Pavoni's Clearwing  en anglais.

## Description
Elzunia pavoniia est un papillon d'une envergure d'environ 85 mm aux ailes antérieures bien plus longues que les ailes postérieures et à bord interne concave.
Les ailes sont de couleur marron foncé avec une ligne submarginale de petits points blancs, aux ailes antérieures quelques taches blanches et aux ailes postérieures une bande blanche partant du bord interne près de la base.
Le revers est orné d'une bande submarginale orange entre deux lignes de petits points blancs et en plus aux ailes postérieures d'une ligne de points orange avant la bande blanche.

## Écologie et distribution
Elzunia pavonii est présent en Colombie, en Équateur et au Pérou,,.

### Protection
Pas de statut de protection particulier.